# Kosaku Yamada
Kōsaku Yamada (Japans: 山田耕筰, Yamada Kōsaku; (ook: Kósçak Yamada) (Tokio, 9 juni 1886 – aldaar, 29 december 1965) was een Japans componist en dirigent.

## Levensloop
Zijn ouders vertrokken kort nadat Kōsaku als het zesde van zeven kinderen geboren was naar Yokosuka in de prefectuur Kanagawa. Als de voorbereiding van de Eerste Chinees-Japanse Oorlog begon was Yamada onder sterke indruk van de optochten van de Japanse militaire orkesten in Yokosuka en volgde hun. Verder werd hij bekend met het zingen van hymnen in de protestantse kerk, in die hij met zijn moeder ging. Naar korte tijd vertrok de familie weer naar Tokio en zijn vader stierf daar als hij pas 9 jaar oud was. De eerste muziekles kreeg hij van zijn schoonbroer, een Engelsman en oriëntalist, die leraar was voor de Engelse taalkunde in de school en organist in de Anglicaanse kerk. Natuurlijk leerde hij ook de Engelse taal van hem.
Na de basisopleiding aan de Kwansei Gakuin High School ging hij aan de Tokyo Music School om orgel en koorzang te studeren. Maar zijn doel was componist te worden. Als hij cello en muziektheorie studeerde kreeg hij een Duitse leraar aan deze school, namelijk August Junker. Die was zelf leerling geweest van Joachim Werkmeister en Heinrich Werkmeister aan de Hochschule für Musik in Berlijn. In 1910 werd hij aan de cellist Koyata Iwasaki aanbevolen, die zelf ook invloed op de Mitsubishi Foundation had. Door Iwasaki kreeg hij een studiebeurs, om in Berlijn compositie te studeeren.
Yamada was een van de eerste Japanse componisten, die westelijke muziek en instrumentatie in Europa studeerden. Vanaf 1910 was hij drie jaren in Berlijn en studeerde aan de Hochschule de Künste onder andere als leerling van Max Bruch en Karl Leopold Wolf. Later was hij vanaf 1918 ook twee jaren in de Verenigde Staten.
Hij was de oprichter van het eerste symfonieorkest in Tokio met Japanse muzikanten en tegelijkertijd hun dirigent tot 1919. Later ontstond uit deze formatie het Tokyo Philharmonic Orchestra. Als dirigent heeft hij een groot aantal westerse muziek voor het eerst in Japan uitgevoerd onder andere Jean Sibelius Finlandia, Antonín Dvořák, Symfonie nr. 9 "Uit de nieuwe wereld", Dmitri Sjostakovitsj Symfonie nr. 1, Richard Wagner Siegfried Idyll en Johann Strauss jr. An der schönen blauen Donau.

## Composities

### Werken voor orkest
- 1912 Overture in D groot, voor orkest
- 1912 Sinfonie in F groot "Kachidoki to Heiwa (Triumph and Peace)", voor orkest
  1. Moderato
  2. Adagio non tanto e poco marciale
  3. Poco vivace
  4. Adagio molto - Molto allegro e trionfante
- 1913 Mandara no hana (The flowers in Buddhist Heaven), symfonisch gedicht
- 1913 Kurai tobira (The Dark Gate), symfonisch gedicht
- 1916 Maria Magdalena, voor groot orkest - naar een drama van Maurice Maeterlinck (1862-1949)
- 1921 Meiji-Shoka (De Meiji Ode), voor orkest
- 1921 Sinfonia "Inno Meiji"
- 1921 Akatombo (Red Dragon Fly), voor orkest
- 1925 Karatachi no hana (Blossom of a Trifoliate Orange), voor fluit en orkest
- 1934 Nagauta Symphony "Tsurukame", voor solo zang, shamisen en orkest
- 1936 Atarashiki Tsuchi (Het nieuwe land), voor orkest
- Kamikaze (The Divine Wind), voor orkest

### Werken voor harmonieorkest
- Akatombo (Red Dragon Fly), voor harmonieorkest
- Konomichi, voor harmonieorkest
- Pechika, voor harmonieorkest
- Run On The Earth-Hymn To Olympiad 1932
- The Third Fleet March

### Muziektheater

#### Opera's
| Voltooid in | titel                                             | aktes        | première                | libretto                         |
| ----------- | ------------------------------------------------- | ------------ | ----------------------- | -------------------------------- |
| 1909        | Reisho                                            |              |                         |                                  |
| 1912/1928   | Ochitaru tennyo (Heavenly Maiden fallen to Earth) | 1 akte       | 3 december 1929, Tokio  |                                  |
| 1913        | Alladine et Palomides                             |              |                         |                                  |
| 1913        | Nananin no Oujo                                   | (onvoltooid) |                         |                                  |
| 1913-1916   | Shichinin no oujo                                 |              |                         |                                  |
| 1929/1939   | Kurofune - (Het zwarte schip)                     | 3 aktes      |                         |                                  |
| 1931        | Ayame (Iris)                                      |              |                         |                                  |
| 1940        | Yoake (Dawn)                                      |              | 28 november 1940, Tokio |                                  |
| 1947        | Hsìang Fei                                        | 4 aktes      | mei 1954, Tokio         | gebaseerd op een Chinees verhaal |

#### Balletten
| Voltooid in | titel | aktes   | première | libretto | choreografie |
| ----------- | --- | ------- | -------- | -------- | ------------ |
| 1918        | Buyoshi ga Yomigaeru (Dance Poems will come back to Life again) - 1. "At the Hawk's Well"; 2. "Yajin Sozo (Choreographic-Poem)"; 3. "Maria Magdalena" - naar een drama van Maurice Maeterlinck (1862-1949) | 2 aktes |          |          |              |

### Werken voor koor
- 1912 Die Herbstfeier, voor gemengd koor en orkest
- A Doyo Medley, voor gemengd koor en piano
- Akatombo (Red Dragon Fly), voor kinderkoor - tekst: Rofu Miki
- Werken voor vrouwenkoor

### Vocale muziek
- 1922 Song of Aiyan, voor solozang (sopraan) en piano - tekst: Hakushu Kitahara
  1. "NOSKAI"
  2. "Rabbit-Ears Irides"
  3. "Song of AIYAN"
  4. "Higanbana" (Amaryllises)
  5. "Caprice"
- 1927 Hakone Hachiwa, voor sopraan en piano
- 1927 Nijusan Ya, voor sopraan en piano
- Awatetokoya, voor sopraan, fluit, altviool en harp
- Being Kept Waiting in Vain, voor sopraan en piano - tekst: Hakushu Kitahara
- Kane Ga Narimasu, voor solozang
- Kayanokiyamano, voor sopraan, fluit, altviool en harp
- Lullaby from the Chugoku Area «Chugoku chihō no komoriuta»
- Machiboke, voor solozang
- Sleep, sleep well, voor sopraan en piano
- Three Japanese Songs, voor sopraan en piano

### Kamermuziek
- 1913 Hochzeitsklänge, voor piano kwintet
- 1928 Lullaby from the Chugoku Area (Chugoku-Chiho-No-Komoriuta), voor cello, klavecimbel, fluit, contrabas en slagwerk
- 1930 Variaties over "Kono michi", voor fluit en harp (of: piano)
- 1945 Notturno, voor fluite en piano, op.23
- Aka-Tonbo, voor viool en piano
- Chuugokuchiho No Komoriuta, voor fluit en harp
- Nabora, voor cello en piano
- Ojoro Takashima, voor cello en piano
- Strijkkwartet nr. 1 F groot
- Strijkkwartet nr. 2 G groot
- Strijkkwartet nr. 3 c klein

### Werken voor piano
- 1912 Variaties
- 1916 Les petits Poèmes à Skrjabin
- Karatachi no hana, voor piano

### Filmmuziek
- 1932 Manmo kenkoku no reimei (The Dawn of Manchuria and Mongolia)
- 1937 Mansaku Itami
- 1937 Sengoku gunto-den - Dai nibu Akatsuki no zenshin
- 1937 Sengoku gunto-den - Dai ichibu Toraokami
- 1937 Atarashiki tsuchi (De dochter van de Samurai)
- 1937 Gendai Nippon: Kodomo-hen (Glimpses of New Japan: Picturesque Nippon)
- 1937 Gendai Nippon: Kyoiku-hen (Glimpses of New Japan: Children of School)
- 1937 Gendai Nippon: Sangyo-hen (Glimpses of New Japan: Industrial Life)
- 1938 Kokumin no chikai

## Publicatie
- Michiya Hata: A Conflict between European Music and a Japanese Composer, Kosaku Yamada (ヨーロッパとの相克 : 作曲家山田耕筰をめぐって), in: The Journal of the Literary Association of Kwansei Gakuin University, Vol.53, No.3(20031210) pp. 57-67

## Discografie
- YAMADA: Symphony in F Major, "Triumph and Peace", Ulster Orchestra - New Zealand Symphony Orchestra, Cond. Takuo Yuasa, Naxos 8.555350

- Bibsys: 7064505
- Bibliothèque nationale de France: cb139462139 (data)
- CiNii: DA03576668
- Gemeinsame Normdatei: 12263540X
- International Standard Name Identifier: 0000 0000 8356 221X
- Library of Congress Control Number: n85190023
- Nationale Bibliotheek van Letland: 000168156
- MusicBrainz: a34a3261-785b-43d5-acb5-ed5ca0c678bc
- Bibliotheek van het Japanse parlement: 00092023
- Nationale Bibliotheek van Tsjechië: jo2008464685
- Nationale Bibliotheek van Israël: 987007349686605171
- Nederlandse Thesaurus van Auteursnamen: 317307045
- Système universitaire de documentation: 080807992
- Virtual International Authority File: 10038986
- WorldCat: E39PBJcKKDWHGJXMkyVqwrQrMP